# 판위량
판위량(潘玉良, 1895년 ~ 1977년)은 중국의 서양화가, 수묵화가이다. 어려서 고아가 되고 창기(娼妓)가 되었으나 후일 세계적인 화가로 변신하게 되었다. 중국 양저우에서 모자장수의 둘째딸로 태어난 그는 7세 때 부모를 잃고 외삼촌의 손에 의해 기생집인 '이춘위안'(怡春院)에 팔려가게 된다.
일찍이 부모를 여의고 창기가 된 그녀는 혁명당인 동맹회 회원이자 관리인 판찬화(潘贊化)를 만나 결혼하며 판위량이라는 새 이름을 얻고 사랑과 예술에 눈을 떴다. 판찬화의 친구이자 중국 공산당 총서기 천두슈의 추천으로 상하이 미술전문학교에 입학,본격적인 그림 공부를 시작한다.
남편 판찬화의 외조로 파리, 로마 등지서 유학하고 귀국한 뒤 촉망받는 화가로 자아를 찾지만, 창기 출신이라는 과거를 떨치지 못했다. 화가로 성공했고, 귀국해 교수가 된다. ‘중국 최고 서양화가’로도 뽑히지만 주변에서 과거 창기였다면서 손가락질하고 모함하는 수모를 당한다. 마침내 그녀의 남편이자 후견인인 판짠화마저 위기에 빠지자 그녀는 하는 수 없이 파리로 돌아가 남은 화혼을 불사른다.
그러나 '기녀 출신' 이란 낙인과 중국 사회의 편견은 결국 그를 괴롭혔다. 강렬한 색채와 인물화, 누드화로 이름을 날렸으나 기녀 출신이었다는 점 때문에 악의적인 비방에 시달리다가 1937년 출국, 이후 프랑스 등에서 체류하면서 화가로 활동하였다. 천수칭(陳秀淸)에서 장위량(張玉良)으로 이름을 바꾸었고, 이춘위안에서 세관 감독 판짠화를 만나 그의 첩이 되면서 성을 '판(潘)'으로 바꿨다. 본명은 천수칭(陳秀淸), 장위량(張玉良)이다.

## 생애

### 생애 초반

#### 출생과 젊은 시절
판위량의 본래 성은 천씨로 천수칭(陳秀淸)이었다. 그는 양저우(揚州)의 모자장수 집 둘째로 태어났지만 그녀가 첫 돌이 되기도 전에 아버지가 세상을 떠나고 만다. 그리고 두 살 때 유일한 혈육이던 동생 완반을 잃고, 여덟 살 때는 어머니마저 숨을 거두면서 졸지에 고아가 되고 만다.
일찍이 아버지가 사망하면서 가세는 기울었고, 그의 외삼촌 중 한 명은 도박으로 빚이 있는 상태였다. 도박 빚이 커지자 빚에 몰린 외삼촌은 조카를 상해의 기방에 창기로 팔아버린다. 기생집인 '이춘위안'(怡春院)에 간 그는 처음에 기생 아홍의 몸종으로 일했다. 기녀가 되면서 이름을 장위량으로 개명한다.

#### 기녀 생활
그 후 기생 아홍의 몸종으로 삶을 이어가던 중 남자 손님들 간의 다툼으로 주검이 되어버린 아홍을 보며 치를 떤다. 어느 정도 성장하자 판위량은 직접 기생이 되었다. 그 후 상해로 부임해 온 판짠화(潘 贊化)를 만나면서 인생의 전기를 맞게 된다. 그의 총명함을 알아본 판짠화는 그녀를 자기 첩으로 삼고, 돈을 주고 이춘위안에서 그녀를 속환시킨다.
일본유학을 다녀온 반듯한 지식인이었던 그는 이미 아내가 있었지만 홀로 부임해 왔다. 그래서 기득권을 유지하기 위해 급급하던 지역유지들이 옥랑의 성상납을 통해 그를 자기편으로 만들려 하였다. 혁명당 동맹회 회원이자 세관 관리였던 판짠화와의 만남은 그녀의 인생에 새로운 전기가 되었다. 판짠화는 여성이기 이전에 인간으로 판위량을 대했다.

#### 판찬화와의 만남
판찬화가 세관 감독으로 갓 부임했을 당시 우후현은 뇌물 수수가 오랜 관습으로 자리 잡고 있던 지역이었다. 우후현의 상인들이 그의 부임을 환영하는 연회를 열었던 이유도 바로 판찬화가 전임 세관 감독들처럼 뇌물을 받고 상인들의 활동을 눈감아 주길 바랐기 때문이었다. 상인들은 판찬화가 가족과 떨어져 생활한다는 사실을 알고 뇌물로 여자, 즉 색(色)을 준비했다. 이춘옌 출신의 기생 짱위량이 바로 그 주인공이었던 것이다. 연회가 끝나고 판찬화가 돌아가자 상인들은 이춘옌의 주인과 작당을 해서 짱위량을 단장시켰다. 그리고 늦은 밤을 틈타 그녀를 판찬화의 사택으로 보냈다.
한밤중에 느닷없이 곱게 단장을 한 위량이 나타나자 판찬화는 몹시 당황했으나, 그녀의 이야기를 들으며 상인들의 속셈에 대해 알게 되었다. 그는 위량의 처지를 알고는 그녀가 자유의 몸이 될 수 있도록 이춘옌에 몸값을 지불해주겠다고 했다. 하지만 자유의 몸이 되어도 홀로 살아갈 길이 없던 위량은 제발 보내지 말아달라고 애원했다. 한참을 고민하던 판찬화는 차라리 이 기회를 역이용하여 상인들에게 정면 대응하기로 마음먹었다. 그날 밤이 지나기도 전, 그는 신문사에 연락을 하여 자신이 위량과 정식으로 결혼했다는 소식을 알리고 다음 날 아침 신문에 발표해줄 것을 부탁했다. 사실 신문물을 배운 판찬화는 축첩제도(국가나 사회에서 첩을 두는 것을 허용하는 제도)가 반드시 타파해야 할 악습이라고 여겨왔다. 하지만 위량을 위해, 또 뇌물로 자신에게 족쇄를 채우려는 상인들의 허를 찌르기 위해 그가 할 수 있는 최선은 바로 결혼이었다.
위량은 처음에 판찬화의 행동을 의아하게 생각하며 불안해했지만 날이 밝자 모든 의문이 풀렸다. 다음 날 아침, 신문에서 위량과 판찬화가 정식 부부가 되었다는 기사를 본 우후현의 상인들은 깜짝 놀랐다. 기생인 위량을 이용해 신임 세금 감독을 쥐락펴락하려던 그들은 졸지에 세관 감독의 부인이 된 위량의 얼굴을 어떻게 봐야 할지 몰라 발을 동동 굴렀고, 그녀가 이춘옌과 상인들의 온갖 비리들을 누구보다 잘 알고 있다는 데까지 생각이 미치자 더욱 안절부절못했다.

### 속환과 결혼 생활
판짠화는 정식으로 속환시킨 뒤 그를 자신이 머무르던 임시 숙소로 데려온다. 갈 곳 없는 판위량을 자기 집에 머물게 하면서 둘은 사랑에 빠지게 된다. 결혼이라는 것조차 꿈도 꾸지 못했던 위량은 ‘첩’이라는 위치조차 감지덕지하게 여겼다. 하지만 판찬화는 위량을 자신의 ‘아내’로 인정했고 항상 존중했다. 그렇게 행복한 나날을 보내던 중 판짠화의 친구인 화가 홍야의 아틀리에를 방문하면서 그림에 끌려들어간다. 판짠화는 그녀에게 까닭 모를 사랑을 느끼고 첩으로 받아들인 후 문학과 예술에 걸쳐 지적(知的)인 세례를 준다.
일단 결혼을 한 이상 판찬화는 우후현에서 위량과 함께 사는 것은 좋지 않다고 생각했다. 사람들의 지나친 관심을 끌 수도 있고 또 근거 없는 소문이 나기도 쉬웠기 때문이다. 그에게 위량을 뇌물로 바쳤다가 한 방 크게 먹었던 상인들이 앙심을 품지 않으리라는 보장도 없었다. 그래서 판찬화는 위량을 상하이로 데려갔다. 중국 최고의 대도시 중 하나인 상하이에서는 그와 위량의 관계를 눈여겨 볼 사람도 없었고, 또 일본에서 판찬화와 함께 공부했던 친구들도 많았다. 판찬화는 중산층 지식인들이 많이 사는 위양리에 집을 구한 뒤 도움이 될 만한하고 또 친한 친구들을 불러 밥을 먹으며 자연스럽게 위량을 소개했다. 왜냐하면 그가 우후현으로 돌아가고 나면 위량이 상하이에서 주로 혼자 지내야 했기 때문이었다 어느 날 주변의 풍경을 그리는 것을 보고 그림 실력이 있다고 본 판찬화는 그녀가 정규교육을 받지 못함을 안타깝게 여겨, 가정교사를 구해서 그녀를 가르치게 한다.

### 미술 교육
판찬화는 또 위량이 제대로 된 기본적인 교육을 받을 수 있도록 가정교사를 구해 주었다. 당시 신지식인들은 여성도 남성과 똑같이 배워야 한다고 주장했지만 막상 아내(첩)에게 그런 기회를 마련해 주는 남자들은 매우 드물었다. 마음속으로 늘 배움을 갈망했던 위량은 가정교사가 놀랄 정도로 빠르게 학문을 익혀 나갔다. 좋은 남편을 만나 새로운 도시에서 새로운 인생을 시작한 위량은 과거의 불행을 모두 떨치고 공부를 시작했다. 특히 그녀는 시나 그림 같은 예술에 뛰어난 재능을 보였는데, 판찬화는 볼 때마다 실력이 늘어 있는 위량을 기특하고 자랑스럽게 생각하며 응원했다. 바빠서 상하이에 오지 못할 때면 그는 편지를 보내 위량의 공부가 어느 정도 진척되었는지 확인하며 그녀에게 공부를 하는 동기를 부여해주기도 했다. 위량은 그런 판찬화의 기대에 부응하고자 더욱 열심히 공부에 매진했다. 판짠화는 첩이기도 한 그의 학업을 적극 후원한다. 판짠화는 계속 그의 학비를 댔고, 시중의 비웃음과 멸시에도 굴하지 않고 그녀를 신뢰하였다.
위량은 우연히 이웃집에 살던 상하이미술전문대학 교수 홍예 선생으로부터 그림을 배우고 있었다. 위량의 숨겨진 재능을 발견한 홍예 선생은 그녀에게 상하이미술전문대학에 입학시험을 칠 것을 권했다.
생애 첫 입학시험을 치른 위량은 떨리는 마음으로 결과를 기다렸다. 하지만 결과는 낙방이었다. 낙방의 이유는 실력 부족이 아닌 출신 때문이었다. 한 남자의 아내로 살 때는 몰랐지만 ‘대학생’이 되려니 기생이었던 과거가 문제가 된 것이다. 그러나 그녀의 잠재력을 알아본 상하이미술전문대학의 교수였던 류하이쑤(劉海粟)와 천두슈(陳獨秀)의 적극적인 추천과 도움으로 마침내 대학에 입학하게 되었다. 천두슈는 판찬화의 고향 친구이기도 했다.

### 상하이 시절

#### 상하이 미술전문학교 시절
개인교사였던 홍야 선생을 통해 그림을 배우기 시작한 판위량은 상하이 미술전문학교에 입학, 교장인 류하이쑤(劉海粟), 서양학과 과주임 왕지위안(王濟遠)과 인연을 맺게 된다. 판찬화는 뒤늦게 재능을 찾은 위량을 열심히 응원했다. 사실 위량이 선택한 서양미술은 재료비도 워낙 많이 들어가는데다가 작업실이 필요했기 때문에 학생들 대부분은 생활에 쪼들리고 애를 먹어가며 공부를 하곤 했다. 하지만 위량은 판찬화의 배려로 집 전체를 아예 작업실로 삼을 수 있었을 뿐 아니라 학비에 대한 부담도 없었기 때문에 다른 학생들에 비해 훨씬 여유가 있었다. 위량이 다른 학생들보다 늦게 미술공부를 시작했음에도 누구보다 빨리 두각을 드러낼 수 있었던 데에는 바로 이런 환경이 뒷받침되었기 때문이다.
당시 중국 전족(纏足)의 나라에서 좋은 서양문물만 골라서 배우자는 기치를 든 개혁파의 꿈도 백일몽으로 끝나버린 암울한 시대였다. 판위량은 분에 넘치는 은혜라며 더욱 열심히 공부에 전념함으로써 성의를 보였다.
교장인 류하이쑤(劉海粟, 1896~1994), 서양화과 주임교수 왕지위안을 사사하면서 예술로서의 누드화를 발견한다. 이런 판위량의 재능과 노력에 감동한 판짠화는 그녀를 첩으로 맞아들이게 되고 이후 판씨 성을 갖게 된다. 특히 판위량은 왕지위안 교수의 수업을 통해 예술로서의 누드화에 눈을 뜨게 된다.

#### 상하이 생활
동맹회 일원이던 판찬화는 1913년 7월, 위안스카이를 몰아내는 제2차 혁명에 참여했다. 하지만 혁명은 실패하여 혁명의 실패로 쑨원과 2차 혁명에 참여했던 동지들 중 대다수가 일본으로 도피하자 새로운 중국의 미래를 오랫동안 기다려온 그는 크게 낙담하고 말았다. 의기소침해진 남편을 위로하기 위해 위량은 자신의 성(性)인 ‘짱(張)’ 대신 그의 성인 ‘판(潘)’을 따르기로 결심했다. 기생이었을 때 아이를 낳을 수 없는 몸이 되었던 것을 늘 미안하게 생각했던 위량은 스스로 남편의 성을 따르고자 했던 것이다. 훗날 화가가 된 후에도 언제나 ‘판위량’이라는 사인을 했다. 그녀에게 ‘판위량’이라는 이름은 남편 판찬화에 대한 사랑의 마음이었다. 이에 용기를 얻은 판찬화는 계속하여 윈난의 차이어, 탕지샤오 조직의 호국군에 가담하여 최선봉에서 활동을 계속했다. 1915년 제3차 혁명 후 1919년 5·4운동이 일어나자 중화혁명당은 상하이로 본부를 옮기고 중국국민당으로 명칭을 바꿨다. 혁명에 투신했던 판찬화도 상하이 중국국민당에서 새롭게 활동을 시작하게 되었다. 그는 새로운 중국의 미래와 위량과의 생활을 상상하며 세관 감독이라는 안정된 지위를 미련 없이 버리고 상하이로 향했다.
25살에 늦깎이 대학생이 된 위량은 날마다 그림 공부에 푹 빠져 지냈다. 그녀는 누드화를 연습하기 위해 공중목욕탕에서 여인들의 나신을 크로키하다 쫓겨나 목욕탕 출입이 금지되기도 했다. 개혁의 물결이 아무리 거세어도 누드화나 누드모델에 대한 시선은 여전히 따가웠다. 위량은 결국 거울을 보고 자신의 모습을 그리며 계속해서 작업을 해 나갔다.

#### 누드화 발표
고된 작업 끝에 〈나녀(裸女)〉를 완성한 위량은 이 그림을 학교에서 거행하는 〈사제 간 연합 전시회〉에 출품했다. 자신의 벌거벗은 모습을 가감 없이 그린 위량의 파격적인 작품은 학교를 뒤흔들었다. 그리고 판찬화 역시 큰 충격을 받았다. 그는 한 번도 위량이 그림을 그리는 것을 반대한 적이 없었지만 누드화만큼은 받아들일 수가 없었다. 벌거벗은 자신의 모습을 그림으로 그렸을 뿐 아니라 사람들 앞에 전시까지 한 위량을 행동에 그는 거의 모욕감을 느꼈다. <나녀(裸女)>를 본 판찬화는 결혼 후 처음으로 위량에게 화를 냈다. 다른 누구의 말보다 판찬화의 말을 그 무엇보다 중요하게 생각했던 위량 또한 그의 반응에 상처를 받았다. 하지만 판찬화와의 사랑이 변한 것은 아니었다. 이러한 갈등을 거쳐 위량은 차츰 성숙한 시야를 지닌 예술가로 성장해 갔다.
누드화 이외에도 그는 풍경화를 그리기도 했고, 초상화를 그리기도 했다. 특히 남편 판짠화의 혜택을 평소 입버릇처럼 '분에 넘치는 혜택'이라고 말하던 판위량은 남편의 용돈에만 기대지 않고 아르바이트와 인물 초상화 등을 그려서 자신의 생활비와 용돈을 조달하기도 했다.
위량이 학교를 졸업할 무렵, 고향에 있던 조강지처가 위량을 만나고 싶다고 요구하였다. 봉건적인 사고를 지닌 조강지처의 눈에 위량은 분명 ‘첩’이었으며 첩에 대한 권리는 정실부인에게도 있었다. 그동안 고향에서 부모님을 착실히 모시며 아이들을 키워왔던 조강지처의 요구를 거절할 핑계는 아무것도 없었다.
이후 자식을 원하는 판짠화를 위해 아이를 낳으려하지만 이미 그녀는 석녀(石女)가 되어 임신을 할 수 없는 몸이라는 사실만 알게 된다. 그리하여 본처를 불러들여 아들을 낳게 한다. 남편과 부인 둘이 한집에 동거하는 묘한 상황에서도 그녀는 그림에 몰두한다.

#### 유학 결심
판찬화의 본부인은 상당히 보수적이었고 판찬화의 부모 역시 정실부인의 편이었다. 여러 차례 갈등하며 고민하였으나 판찬화를 두고 떠나고 싶지는 않았다. 판찬화는 고민에 빠졌다. 그런데 마치 이런 그의 마음을 아는 것처럼 위량이 졸업 후에 서양미술의 본고장인 유럽으로 유학을 가고 싶다는 뜻을 밝혔다. 예상치도 못한 위량의 말에 판찬화는 깜짝 놀랐지만 그녀의 선택을 존중하기로 결심했다. 헤어져야 하는 것은 가슴이 아팠지만 위량이 조강지처와 부모님 앞에서 숨죽인 채 ‘첩’으로서 살아가는 것보다 공부를 계속하는 편이 훨씬 나았다.
판찬화가 순순히 허락하자 위량은 곧 유학 장학금을 받을 수 있는 국비 유학생 시험을 준비했다. 판찬화는 그 동안 얼마나 걸릴이지 모를 위량의 유학 준비를 도왔다. 1921년, 소량의 유학 장려금을 손에 쥔 위량은 퀸 캐나다호에 올랐다. 불혹의 나이를 훌쩍 넘긴 판찬화가 홀로 위량을 배웅했다.
프랑스 유학을 결심하였지만 결심이 서지 않아 포기하려 하였고 판찬화는 그를 더욱 독려하였다.

### 유럽 유학

#### 프랑스 유학
그 후 남편 판짠화의 도움으로 상하이 미전을 졸업하고 프랑스 리용에 유학하여 리용 국립 미술전문학교에 진학한다. 프랑스에 도착한 위량은 리옹국립대학에 입학해 프랑스어를 배웠다. 얼마 뒤 리옹미술전문학교에 입학하여 미술 공부를 시작한 위량은 1923년, 프랑스국립미술학원에 입학했다.
그가 프랑스 유학을 떠날 때, 첩에게 국내 유학을 보낸 것도 화제가 되었지만 첩을 다시 해외로 유학보내자 사람들은 판짠화를 조롱하였으나 판짠화는 개의치 않았다. 그는 처음에 유학가지 않겠다고 하였으나 판짠화는 절호의 기회를 놓칠 것이냐며 그녀를 독려하여 유학길에 오르게 된다. 상하이에서 배편으로 프랑스에 간 그는 리용에 있는 국립 미술전문학교에 입학한다.
위량이 유학을 떠난 후 상하이에 남아 공무원 생활을 계속하던 판찬화는 서서히 정치적인 격동에 휘말리기 시작했다. 국민당과 공산당의 갈등이 눈에 띄게 드러나면서 혁명당 출신이긴 하지만 천두슈 같은 고위 공산당 간부를 친구를 둔 판찬화의 입장이 점점 난처해진 것이었다. 이 무렵 쑨원이 세상을 떠난 후 중국은 국민당과 공산당의 갈등으로 사분오열되기 일보 직전이었다. 장제스(蔣介石)가 이끄는 국민당 정부가 수립된 상하이의 혼란은 특히 극에 달해 있었다.
판찬화는 이런 상황을 조금도 알리지 않았기 때문에 위량은 서양미술의 본고장에서 착실하게 실력을 닦는 데에만 매진했다. 1925년, 프랑스국립미술학원을 졸업한 위량은 귀국 대신 공부를 계속하기로 결심하고 로마국립미술학원에 들어가 회화뿐 아니라 조각도 공부하기 시작했다. 혼란스러운 시대 속에서 판찬화는 점차 요직으로부터 멀어졌다. 정치적 위기 속에서 생활은 점점 곤궁해졌지만 판찬화는 귀국을 미루고 공부를 계속하는 위량에게만큼은 어떻게든 편지며 돈을 보내주려고 애썼다. 그러나 한계가 있었다. 이러한 사정을 알지 못하는 위량은 중국에서 오는 장학금과 판찬화가 보내는 돈이 줄자 가난한 생활을 해야 했다.

#### 이탈리아 유학
그는 그림 공부 외에도 부단하게 공부하여 영어와 프랑스어, 이탈리아어, 라틴어 등을 두루 구사하였다. 이후 파리 국립미술학원으로 옮겨 졸업을 하고 다시 이탈리아 국립미술학원에 진학해서 유화와 조각을 공부하며 10여 년의 유학 생활을 끝내고 상해로 돌아온다. 그녀는 자신의 모교인 낸 상해미전(上海美專)의 강사가 되고, 이어 상해미전의 교수가 되었으며, 그 후 난징의 중앙대학 미술과 교수로 자리를 옮긴다.
1927년, 위량은 이탈리아 국제미술전람회에 출품한 습작 유화 〈나녀(裸女)〉로 중국인 최초로 3등에 당선되었다. 중국에 있을 때 판찬화를 곤혹스럽게 만들었던 바로 그 그림이었다. 마침내 학생이 아닌 정식 서양화가가 된 위량은 1928년, 9년간의 유학 생활을 마치고 귀국했다.

### 귀국과 교육, 작품 활동

#### 귀국 직후
마중을 나온 판찬화는 지난 9년간 온갖 어려움 속에서도 팔지 않았던 옛 집으로 위량을 데려갔다. 언제라도 자신이 돌아왔을 때 바로 사용할 수 있도록 깨끗하게 관리해 놓은 집을 보며 위량은 감동했다. 생활에 바로 안정을 찾은 위량은 곧 활동을 시작했다. 유학까지 다녀온 서양화가가 드물었기 때문에 귀국 직후부터 위량을 찾는 곳은 많았다. 귀국하던 해 사람들의 뜨거운 관심 속에서 위량은 성공리에 첫 개인전을 가졌다. 그리고 곧바로 모교인 상하이 미술 전문대학의 서양화과 주임으로 부임했다.
귀국하자마자 예술가로, 화가로 한창 주목을 받던 바로 이때, 위량은 판찬화에게 고향에 있는 아들 무얼을 상하이로 데려와서 함께 지내자고 부탁했다. 아주 어린 시절 이후로 가족다운 가족과 지낸 적이 거의 없던 위량은 가족을 무엇보다 소중하게 생각했다. 자신이 이처럼 많은 일을 할 수 있었던 것도 결국 판찬화라는 남편이 있었기 때문이고, 그와 가족이 되었기 때문이었다. 그는 판찬화의 아이를 낳으려 하였지만 그는 석녀였고 차라리 판찬화의 본처와 아들을 데려와서 함께 지내게 하였다.
판찬화의 아들 무얼과의 생활을 통해 위량은 꿈에도 생각지 못한 ‘엄마’ 노릇을 경험하며 여자로서 또 다른 행복을 느꼈다. 이 행복은 위량의 감수성을 더욱 풍부하게 만들었고 위량의 감정 변화는 작품을 통해 자연스럽게 드러났다. 이 무렵 위량이 그린 <가족〉이라는 작품 속에는 이러한 행복이 담겨 있다. 그러나 판찬화의 정처는 그녀의 행동을 수상히 여겼고 오히려 그를 냉대하였다.

#### 교육 활동
1929년 개최된 제1회 전국 미전에 참가한 위량은 중국 서양화가 부문에서 최고의 인물로 선정되었다. 이를 시작으로 위량은 마치 지난 9년간의 배움을 몽땅 조국의 학생들에게 나눠주려는 것처럼 맹렬하게 활동했다. 그녀는 신화예전과 중학대학 그리고 난징의 중앙미술대학 교수도 겸임하며 후학 지도에 힘쓰는 한편 작품 활동 또한 계속해 나갔다. 난징(南京) 중앙대학에서도 교수직을 맡았다. 그러나 ‘기생 출신’이라는 과거로 온갖 구설수에 휘말리며 쉽지 않은 시간을 보냈다. 그 밖에 난징 대학에도 출강하였다.
난징에서 네 번이나 개인전을 개최하는 등 활발한 활동을 전개하지만 창기 출신이라는 그녀의 과거는 그녀를 시새움하는 이들에게는 빌미가 될 뿐이었다. 그리고 이런 상황은 판짠화의 지위까지 위협하는 것이었다. 여기에 혁명적인 역사관과 진보적인 생각을 지녔던 판짠화까지 그녀가 개인전에 자신의 누드화를 내거는 것에 반대하면서 누드 자화상을 전시하려거든 헤어지자고까지 하면서 갈등은 깊어만 간다. 그래서 하는 수 없이 다시 파리로 돌아간다. 그는 화가가 되고 싶었지만, 판짠화와 이혼하기는 싫어서 파리행을 택한다.

#### 작품 활동
판위량의 작품은 대부분 유화와 소묘이며, 조각도 몇 점 있다. 이 시기 그녀의 작품은 다양한 소재와 탄탄한 작품성을 보이며 서양 회화 유파의 흔적도 드러낸다.
그녀의 화풍은 야수파의 대가 마티스의 영향을 받은 것처럼 보인다. 또 누드화는 르누아르의 그것과 닮아있다. 하지만 그녀의 작품은 전통 중국회화의 리드미컬한 필선과 색채로 인해 매우 자연스럽고 자유스러운 분위기를 자아낸다. 게다가 유화기법과 중국화법이 혼합되어 매우 독특하고 독창적인 화풍을 완성한다.
1937년 판위량은 다시 프랑스로 돌아가는데, 이 시기에 그녀는 예술적인 장점을 널리 취했으며, 후기 인상파와 야수파를 비롯한 수많은 유파들의 화풍과 정취를 융합시켰다.
프랑스 각지를 누비며 여행을 한 판위량의 회화는 동서양 문화의 끊임없는 충돌, 융합에서 발전한 것이라는 사실은 작품에서 여실히 드러난다. 판위량은 작품에서 동서양의 장점을 취함돠 동시에 자신만의 개성적인 색채를 나타냈다.

#### 그림 연구 활동
판위량은 화폭에 중국의 인물.풍경 정서를 담아냈다. 서양 수채화와 같은 안료로 선명하되 온화한 색감, 유연하면서도 힘이 있는 선(線)을 화폭에 담았다. 이 화풍이 특히 돋보인 것은 부드러우면서도 우아한 동양의 여체를 그릴 때였다. 판위량은 목욕탕에 가서도 여체를 그리다가 타박을 받는데 결국 자기 몸을 그리게 된다. 판위량의 수많은 작품에는 세잔과 고흐와 고갱, 마네와 모네와 마티스까지 인상주의 화가들의 필치가 두루 묻어 있다. 거기에 동양화의 터치까지 자유자재로 구사하는 능수능란한 솜씨를 발휘했다. 그의 그림은 누드화와 인물화가 많다. 특히 나체 여성의 누드화가 많다. 여자 누드화 속에 유독 강조된 엉덩이와 허벅지는 풍만한 여성의 몸을 통해 생육(生育)능력을 부각시켰다는 평도 존재한다.
1932년, 위량의 두 번째 개인전이 열렸다. 그녀의 전시회를 찾은 옛 은사 류하이쑤 교장은 위량의 그림이 뛰어나긴 하지만 개성이 결여되어 있음을 지적했다. 스승의 비판을 받아들인 위량은 전통화가 짱다첸에게 그림을 배우기로 결심했다. 남편 판찬화는 부족한 것이 무엇이냐며 그를 말렸다. 대학교수이자 최고의 작가로 선정된 유명 화가가 동년배 화가에게 배움을 청한다는 것은 전무후무한 일이었다. 하지만 위량에게는 자존심보다는 배움이 더 중요했다. 그리고 남들이 안 하는 일을 시작할 때는 언제나 그렇듯이 판찬화의 지지와 격려가 필요했다.
위량의 말을 들은 판찬화는 처음에는 펄펄 뛰었지만 이내 아내의 순수한 열정에 두 손을 들고 말았다. 판찬화의 허락에 용기를 얻은 위량은 타인의 비난이나 시선을 개의치 않고 짱다첸 같은 전통화의 대가를 비롯하여 수많은 은사들을 찾아다니며 그림을 배워나갔다. 그는 자신의 재주에 대해 과신하지도 않았고, 모르는 것이 있다면 배워야 한다는 입장을 견지하였다. 오히려 그녀의 열정과 권위에 굴하지 않는 정신을 판찬화는 높이 평가하고 그녀의 그림 활동을 더욱 더 후원해 주었다.

#### 누드화
여성의 알몸을 그린다는 것은 난잡한 춘화에서나 가능한 일이라는 편견이 있었다. 당시 류하이쑤와 왕지위안 등은 본인은 물론이고 학생들까지도 누드를 그리도록 선동한다는 죄목으로 세인의 지탄을 받고 있었다. 누드 모델을 찾는 일은 더욱 어려웠다. 자기 자신을 모델 삼아 그리기도 하고 공중목욕탕을 전전하며 우여곡절 끝에 완성한 판위량의 작품 `나녀(裸女)` 가 사제간 연합 전시회에 출품되자 그림을 그린 판위량은 물론이고 교수진과 대학의 위상까지 흔들릴 정도로 파장을 몰고 오기도 했다고 전해진다.
파리와 이탈리아 유학 후 금의환향이라 해도 좋을 성과를 올리고 중국으로 돌아왔지만 판위량에 대한 시기와 질투는 여전했다. 1936년 난징에서의 마지막 개인전을 끝내고 다시 유럽으로 돌아간 판위량은 이방인으로서 부평초 같은 삶을 살았다.
판위량은 작품을 그리기 위해 직접 각지를 여행하였고, 직접 사물을 보고 세밀하게 관찰하였다. 누드화를 그릴 때 판위량은 모델을 구할 수 없자 자신의 누드를 그리기도 했다 한다.

#### 출국
1936년 판위량은 난징에서 총 네 번의 개인전을 개최했다. 난징에서 열린 개인전에서 위량은 감당하기 힘든 사건을 겪게 되었다. 세 번째 전시가 열리던 첫날, 교육부장관 쉬에탕짜이가 구입한 대형 유화인 〈인력장사〉가 다음날 온통 찢어지는가 하면 ‘몸 파는 창녀가 나체화가가 되다’라고 쓴 전단지가 전시회장 곳곳에 나뒹굴고 있었다. 위량의 과거를 두고 계속되던 악의에 찬 조롱과 멸시가 한꺼번에 폭발한 것이었다.
이때 판위량은 판찬화와 그의 아들 무얼, 그리고 그의 아내와 함께 살고 있었다. 위량을 향한 비난과 적대감은 판찬화와 그의 가족에게도 고스란히 쏟아졌다. 공무원인 판찬화는 여러 단체와 기관으로부터 압력을 받아야 했고 다른 가족들은 사람들이 퍼붓는 악담을 매일같이 들어야 했다. 게다가 조강지처는 가족 내의 위계질서를 확고히 하고자 위량에게 권위를 내세웠다. 그는 판찬화의 곁을 떠나려 했지만 판찬화는 만류하였다.
판찬화는 그녀를 주변의 시선으로부터 보호하기 위해 중국의 외지로 보낼까, 아니면 일본의 도쿄로 보내 그림 공부를 마음껏 하고, 제자들을 가르치게 할 수 있지 않을까를 고민했고, 천두슈와 자신의 동문들을 통해 이곳 저곳을 알아보았다. 결국 위량은 다시 중국을 떠날 결심을 하였다. 이때 남편 판찬화는 자신의 무력함을 통감하며 그녀를 보호하기 위해 어쩔 수 없이 위량의 선택을 받아들였다. 1937년, 마흔두 살의 위량은 생애 두 번째이자 마지막으로 유럽으로 떠났다. 판찬화는 그녀의 재능이 사장되는 것을 원치 않는다며 놓아주겠다고 하였다. 그러나 그는 판찬화와 결별하지 않고 계속 프랑스에서 본국으로 편지와 서신을 주고받으면서 생활하였다.

### 생애 후반

#### 유럽 순회 활동
1938년 프랑스 영주권을 취득하였다. 파리에서 그는 학생들을 지도했는데 그 중 한명인 중국인 출신 텐수신은 그녀의 연인이었다. 그러나 그는 판짠화를 버릴 수 없었고, 텐수신의 구애를 정중하게 거절한다.
파리에 온 판위량은 그녀의 제자이자 이루어질 수 없는 연인이었던 텐수신의 도움으로 화가로서 프랑스는 물론 영국과 벨기에, 독일, 스위스, 이탈리아, 그리스, 일본 등지에서 전시회를 여는 등 활발한 활동을 전개한다. 위량이 떠난 후 판찬화와 남은 가족들은 정치적인 혼란과 사람들의 호기심 어린 시선을 피해 고향으로 돌아갔다. 판찬화는 그곳에서 작은 학교를 설립하고 인재 양성에 힘썼다. 아들 무얼은 아버지의 뜻을 이어 중학교 교사가 되었다.
1940년 전후, 판위량은 점차 서양 문화를 융합시키는 과정에서 중국 전통의 선묘법을 더욱 많이 응용하여 서양화에 접목시킴으로써 서양화의 이미지를 더욱 풍부하게 만들었다.
유럽에 도착한 위량은 언제가 될지 모르지만 중국으로 돌아갈 날을 손꼽아 기다리며 어느 화랑에도 소속되지 않고 후원자도 두지 않은 채 독자적으로 작품을 판매하여 생계를 꾸려나갔다. 심지어 그녀는 제2차 세계 대전 때조차 다른 일을 하지 않은 채 오직 작품 판매 수입으로만 생활했다. 그의 생활에는 늘 가난이 뒤따랐지만 중국으로 돌아갈 날을 기다리는 위량은 오히려 살림이 늘어나는 것을 경계했다. 한편 너무나도 간단한 그의 살림살이에 그의 집을 찾은 동료 화가, 문인들은 의문을 표했지만 그는 곧 중국으로 돌아간다는 말을 되풀이 했다. 그러나 그는 중국으로 돌아갈 수 없었다. 그는 프랑스와 독일, 이탈리아 등 각지를 다니며 작품활동과 전시회에 전념하였다.
한편 파리 체류 중 허베이성 출신 중국인 화가 왕쇼이(王守義)와 동거하기도 하였다.

#### 프랑스 생활
1950년부터 그는 프랑스에서 체류하면서 생활한다. 그녀가 돌아오기만을 학수고대하던 판찬화는 이미 그녀보다 먼저 죽었고 이후 그의 유언에 따라 그녀의 작품 4000여점이 고향 안후이성(安徽省)으로 돌아오고, 훗날 판짠화의 고향인 안후이성에서 대규모의 회고전이 수차 열렸다.
판위량은 나치의 프랑스 침공과 일본 군대의 중국 침략 등으로 인해 고국 중국에 돌아가지 못하고 20여 년간의 객지 생활을 하게 된다. 파리에서 만난 그녀의 친구 학경의 삶까지 포함하면 여성이라는 존재의 수동적이고 종속적인 존재였다. 따라서 자유 연애를 실천한 학경은 반윤리적인 인간으로 낙인찍혀 남자에게 유린당한 육체와 정신을 가지고는 중국에 돌아올 수조차 없어 이국에서 쓸쓸하게 죽어가야만 했다. 2차 대전 종전 이후 귀국 권고가 들어왔으나 사양하였다. 친구 학경 등의 생활과 남자들은 여러 여성을 희롱하고도 여자에게만 순결과 정절을 강요하는 것은 불평등이라며 그는 중국으로 돌아오라는 지인들의 권고에도 불구하고 중국에 되돌아가기를 거절하였다.
1950년대가 되자 그는 귀국을 결심한다. 그런데 판찬화는 병석에 누운 몸으로 직접 편지를 써서 그녀의 귀국을 말렸다. 서양화가인 위량이 만약 귀국한다면 어떤 일이 벌어질지 뻔했다. 판찬화의 편지를 받은 위량은 귀국의 꿈을 잠시 접어둔 채 화가로서 계속 활동했고 1959년, 파리에서 오르리에상을 수상한 위량은 자신의 작품 〈짱다첸 두상〉이 파리 현대미술관에 입성하는 영광을 누렸다.
판위량은 계속 귀국을 결심하고 준비했지만 판찬화는 계속 편지와 연락을 통해 귀국하지 말라고 하였다. 아까운 재능이 사장될 것이라는게 판찬화의 대답이었다. 1959년 여름, 판찬화는 세상을 떠났다. 죽기 전, 판찬화는 행여 위량이 귀국할 것을 염려해 자신의 죽음을 그녀에게 알리지 말 것을 당부했다.

#### 최후
1960년말, 그는 판찬화의 부음 소식을 접한다. 판찬화의 사후 1년이 훨씬 지나서야 판찬화의 죽음을 알게 된 위량은 커다란 충격과 깊은 상심에 잠겨 모든 창작 활동을 중단했다. 판찬화가 세상을 떠난 뒤 위량은 이후 삶의 의욕을 잃고 건강이 크게 약해져 더 이상 작품 활동을 계속하지 못했다.
작품으로는 나체여인상(1945), 남의귀부, 가로누운여인(1944), 나체여인과가면, 앉아있는 나체여인, 의자에 앉은 나체여인상, 상합 등이 있다.
판위량은 프랑스 문화교육 일급 훈장, 프랑스 예술협회 격려상을 수상했다. 1952년 파리 시립미술관에 ‘목욕 후’라는 작품이 소장되고 파리에서 대규모 개인전을 개최한다. 그리고 오르세이 역사 근처에 있던 전시실에서 대규모의 미술 작품 전시회를 열게 된다. 오르세이 전시실은 후일 1980년대에 와서야 미술관으로 크게 발전하게 된다.

### 사후
1977년 78세를 일기로 프랑스에서 세상을 떠나 몽파르나스 공동묘지에 묻힌다.
'화혼 판위량'은 그의 예술혼을 다룬 그의 일대기를 다룬 소설이다. 그의 일대기인 스난의 화혼 판위량은 청명문학상을 받고, 연극 드라마로도 만들어졌으며 1995년에는 황수친(黃蜀芹) 감독 궁리(鞏리) 주연의 영화 ‘화혼(畵魂)’으로도 만들어졌다.

## 작품평
판위량은 '여체'에 대한 탐구를 평생 이어갔다. 그것은 예술가 판위량의 정체성 을 확인하는 일이었다. 기녀라는 출신 성분, 또 한 남자를 본부인과 공유해야 했던 판위량에게 여성의 몸, 그리고 자신의 몸은 단순히 몸의 차원을 넘어 정신이며 영혼이었다.
그리고 판위량의 그림을 통한 정체성 확인 작업은 전근대사회의 폐쇄성, 또 그런 사회에서 광범위했던 여성성에 대한 폭력에 반역하고 항거하는 일이기도 했다.

## 사회에 대한 반발
출신과 성에 의한 차별, 그리고 모든 정치적 억압에서 해방된 판위량은 파리에서 자신만의 예술세계를 펼치고 중국 최초로 파리 국립현대미술관에서 누드화 ‘나녀’로 입선을 한다. 그 후 다시 중국으로 돌아오지만 중국은 아직 이 혁명적인 예술가를 받아들일 수 없는 예술의 암흑기였다.
그는 누드화를 주로 많이 그렸다. 책에 실린 작품 100여점을 보면 여성의 몸에 집착하는 그의 작품세계를 조망할 수 있다. 가 끊임없이 추구한 소재는 여체.당시 춘화에나 등장하던 누드를 당당하게 그려낸 것은 자신의 정체성에 대한 확인이자 사회적 속박에 대한 반발이었다. 그는 여성에 폭력적인 중국사회에 대한 반항의 의지를 여체의 그림으로 표출했다.
1920년대 당시 춘화에서나 볼 수 있던 누드를 두려움 없이 고집하는 그녀의 선택에는 사회적 속박에 대한 반역성이 담겨 있다. 자신이 천출(賤出)이며, 노비나 다름없는 첩의 신분임을 잊고 위안을 받을 수 있었던 것은 아름다운 자신의 몸이었던 것이다.
정치적 업압 속에서도 판위량은 누드화에 대한 집착을 버리지 않지만 그런 그녀에게 사회적 시선은 냉담하기만 하였다. 그러던 중 그는 자신이 아이를 낳을 수 없다는 사실을 알고 판찬화의 본처와 판찬화를 남겨두고 프랑스 파리로 유학을 떠난다.

## 평가
1920년 미술대학에 들어간 이후 판위량이 끊임없이 추구한 작품의 소재는 ‘여체’다. 판위량에게 벌거벗은 여성의 몸은 소유와 굴복을 초월하는 자유의 표상으로, 춘화에나 등장하던 누드를 예술로 고집했던 그녀의 집착은 자신의 정체성에 대한 확인이자 폐쇄적인 중국 사회와 여성에 대한 폭력에 항거하는 반역으로 평가된다. 그의 그림 속에 유독 강조된 엉덩이와 허벅지는 풍만한 여성의 몸을 통해 생육(生育)능력을 부각시켰다는 평가가 있다.
'그녀의 작품 <나녀>(裸女)는 처음 출품됐을 때부터 상하이 학교와 화단을 뒤흔들었다. 하지만 여성의 몸을 탐하는 그녀의 시선엔 남성 화가들이 대상화해온 여체의 미학이 다분하다. 그것과 일치한다고는 말할 수 없지만, 거기서 자유롭지 못하다는 점도 부인할 수 없다. 어중간한 경계에 서서 앉지도 서지도 못하는 상태는 그녀의 시선뿐 아니라 손끝의 움직임에서도 느낄 수 있다.'는 평도 있다.

## 영향력
그의 일대기는 많은 현대 여성 화가와 중국의 작가와 외국에도 영향을 주었다. 특히 중국 작가 스난(石楠)은 빈농의 딸로 태어나 공장 노동자로 20년 동안 일했다. 그가 작가로 비약한 것은 나이 마흔 되던 해인 1982년 펴낸 작품 '판위량'이 성공한 때문이었다.

## 같이 보기
- 표현의 자유
- 사상의 자유
- 자유주의
- 누드화
- 신해 혁명
- 여성주의
- 페미니즘
- 자유 연애
- 알렉산드라 콜론타이
- 여성 해방 운동

## 관련 작품
- 영화 화혼 : 판위량의 일대기를 다룬 영화, 공리(판위량 역) 주연

## 참고 서적
- 게릴라걸스, 《게릴라걸스의 서양미술사》 (우효경 역, 마음산책, 2010)
- 스난, 《화혼 판위량》 (김윤진 역, 북폴리오, 2004)
- 정준모, 《영화 속 미술관:미술 영화를 읽다》(마로니에북스, 2011)
- 조민기, 《외조:성공한 여자를 만든 남자의 비결》 (책비, 2011)
- 황정, 이다 공저, 《세기의 이슈메이커 여자》 (양성희 역, 눈과마음, 2007)